# Scream (песня Сергея Лазарева)
«Scream» (с англ. — «Крик») — песня российского певца Сергея Лазарева. С этой песней он представил Россию на «Евровидении-2019» в Тель-Авиве, и занял третье место. Премьера песни состоялась 9 марта 2019 года на Youtube-канале Лазарева. Ранее он участвовал на «Евровидении-2016» с песней «You Are the Only One», также занявшей третье место. Композиция, видеоклип, а также само выступление Лазарева на конкурсе получили преимущественно положительные оценки от критиков и музыкальной общественности.

## Предыстория
Продюсером песни выступил Димитрис Контопулос, композитором — Филипп Киркоров, оба принимали участие в работе над предыдущей песней Сергея Лазарева на Евровидении — «You Are the Only One», и имели опыт работы с песнями, обретавшими успех на Евровидении. Текст композиции был написан Шэрон Вон. В записи принимал участие Московский симфонический оркестр. Премьера песни состоялась 9 марта 2019 года в 19:00 московского времени, при этом премьера песни состоялась не на телевидении, а на Youtube-канале Лазарева. Версия на русском языке под названием «Крик» была представлена 12 июня 2019 года на концерте по случаю Дня России.

## Музыкальный клип
Клип был снят режиссёром Константином Черепковым, и был опубликован на YouTube 9 марта 2019 года. Съёмки были доверены SEVER Production Co., Алексей Куприянов выступил в качестве оператора-постановщика, художественным директором был Денис Лищенко. По сюжету мальчик (Андрей Лищенко) оберегает свою возлюбленную (Майя Пестрякова) от драконов, олицетворяющих их страхи. Согласно авторской задумке, сюжет клипа символизирует собой взросление главного героя и преодоление детских страхов. Повзрослевшего главного героя играет сам Лазарев. Черепепков говорил, что не обращался к «синтетической жвачке» и компьютерным спецэффектам, а использовал «тёплые аналоговые приёмы», сказав что «мы совместили технологии стоп-моушен-анимации, 2D проекции и декораций, получив сказочно-реалистичный мир, снятый вживую».

## Оценки
Шарлотта Йенсен из Eurovisionary положительно отозвалась о песне, и сказала, что в сравнении с «You Are the Only One» песня «медленнее и намного тише», и «как часто бывает, от русских мы наверняка можем ожидать выдающегося выступления». Она также высоко отозвалась о русской версии песни, сказав что «ясно, что Сергей Лазарев лучше поёт на русском языке чем на английском… как будто он прибавляет к песне больше эмоций, когда исполняет её на русском». По итогам двух совместных рецензий членов команды Wiwibloggs песня получила 7,33 баллов из десяти в апреле и 7,09 баллов в сентябре 2019 года. Немецкий сайт laut.de сравнил песню с саундтреками Ханса Циммера, а видеоклип — с «Игрой престолов».
Марк Эндрюс из Shropshire Star отметил, что «это немного меланхоличный номер в духе мюзикла Вест-Энда». The Daily Telegraph написал, что «Scream немного похож на песню для кульминационного эпизода из фильма Диснея — если бы она была исполнена Evanescence». Daily Mail отозвался о песне негативно, сказав: «Россия явно не может мыслить нестандартно… Песня — одна из тех массивных баллад, которые раньше были залогом успеха на Евровидении, но теперь кажутся скучными и устаревшими».
О композиции положительно выразилась немецкая телеведущая Алина Штиглер, сказав, что «они [Киркоров и Лазарев] делают то, что удаётся немногим: создают полноценное шоу, настоящее событие». Также положительно отозвался немецкий культуролог Ирвинг Вольтер: «эта эпическая баллада напоминает русскую сказку». Ян Феддерсен также положительно отозвался о песне, несмотря на то, что «Scream» ему нравится меньше чем «You are the Only One», и «увидев сдержанное, по сравнению с прошлым выступлением Сергея, шоу, некоторые фанаты, возможно, будут разочарованы». Также о песне положительно отозвался Кончита Вурст, победитель конкурса «Евровидение-2014», сказав что песня «очень драматичная».
«Scream» подверглась критике Юрия Лозы, а также Виктора Дробыша и Сергея Соседова, которые сочли композицию вторичной и не запоминающаяся. Положительно о песне отозвались Юлия Савичева, участница «Евровидения-2004», Иосиф Пригожин, Ольга Бузова, и Яна Рудковская.

## На Евровидении
7 февраля 2019 года «Россия-1» официально объявила Сергея Лазарева представителем России на «Евровидении-2019». Ранее, в январе, в российской медиасфере распространялись слухи о существовании списка кандидатов на роль представителя, в который предположительно входили Ольга Бузова, Александр Панайотов, Манижа, Егор Крид, Филипп Киркоров, Сергей Лазарев и Елена Темникова. Позже эти слухи опровергла ВГТРК.
Конкурс песни «Евровидение-2019» состоялся в Экспо Тель-Авив в Тель-Авиве, и состоял из двух полуфиналов 14 и 16 мая и финала 18 мая. Согласно правилам Евровидения, каждая страна, кроме страны-хозяйки и «Большой пятёрки» (Франция, Германия, Италия, Испания и Великобритания), должна была пройти отбор в одном из двух полуфиналов для участия в финале; десять лучших стран из каждого полуфинала должны были пройти в финал. 28 января было официально объявлено, что Россия выступит во второй половине второго полуфинала.
Песня являлась одним из фаворитов конкурса и рассматривалась как конкурент песне Arcade от Нидерландов, притом что в феврале, ещё до премьеры, будущая песня являлась первым фаворитом на конкурсе, в первую очередь в связи с успешным выступлением Лазарева в 2016 году.
Сюжетом открытки от России был паркур на стенах Старого города Иерусалима.
Сергей исполнил песню в окружении восьми экранов, в то же время являвшимися зеркалами. Он взаимодействовал со своими отражениями, позже превратившимися в его двойников. В это время на заднем плане показывается метеорный поток и дождь с молнией. Сам Сергей говорил, что в техническом плане выступление очень сложное. Сергей был одет в одежду белого цвета, резко контрастирующей с остальной сценой. Бэк-вокал исполнили Эрик Сегерштедт, Дженни Янс, Адам Свенссон и Саймон Лингмерт. Фокас Евангелинос отвечал за постановку номера (на этом конкурсе он также ставил выступление песни «La venda» от Испании).
В полуфинале песня набрала 217 баллов и заняла шестое место, таким образом песня прошла в финал конкурса, в финале песня заняла третье место с 370 баллами с учётом пересмотра баллов жюри от Белоруссии (до пересмотра у песни было 369 баллов, и после пересмотра её место не изменилось). Песне дали двенадцать баллов жюри Азербайджана и зрители Албании, Армении, Азербайджана, Белоруссии, Чехии, Эстонии, Израиля, Латвии, Литвы, Молдавии и Сан-Марино. Песня получила 244 балла от зрителей и 126 баллов от жюри.

## Трек
| №  | Название | Длительность |
| -- | -------- | ------------ |
| 1. | «Scream» | 2:58         |

| №  | Название | Длительность |
| -- | -------- | ------------ |
| 1. | «КРИК»   | 2:58         |

| №  | Название                   | Длительность |
| -- | -------------------------- | ------------ |
| 1. | «Scream (Karaoke Version)» | 2:58         |

| №  | Название                    | Длительность |
| -- | --------------------------- | ------------ |
| 1. | «Scream (Sec0ndSkin Remix)» | 3:24         |

| №  | Название                          | Длительность |
| -- | --------------------------------- | ------------ |
| 1. | «Scream (Deekey & Stellix Remix)» | 4:05         |

| №  | Название                     | Длительность |
| -- | ---------------------------- | ------------ |
| 1. | «Scream (Light Saber Remix)» | 3:16         |

## Чарты
| Чарт (2019)              | Высшая позиция |
| ------------------------ | -------------- |
| Литва (AGATA)            | 68             |
| Шотландия (OCC Scotland) | 89             |
| Швеция (Spotify)         | 162            |
| Исландия (Spotify)       | 40             |
| Израиль (Spotify)        | 154            |
| Эстония (Spotify)        | 80             |
| Литва (Spotify)          | 78             |
| Мальта (Spotify)         | 48             |
| Кипр (Spotify)           | 167            |